# Svetišče Baha'al-Halima
Svetišče Baha'al-Halima (urdujsko مقبرہ بہاول حلیم‎) je svetišče Baha'al-Halima, islamskega svetnika. Je najzgodnejši od treh, ki so v Uču v današnjem Pandžabu v Pakistanu. Je eden od petih spomenikov v Uč Šarifu, ki so na poskusnem seznamu Unescove svetovne dediščine.
Osmerokotna grobnica je zgrajena iz glaziranih opek s stolpiči na vsakem od osmih vogalov. Enojna kupola je nad manjšo osmerokotno kupolo z obokanimi okni, ki leži na bazi.